# 萊克黑德 (加利福尼亞州)
萊克黑德（英語：Lakehead）是位於美國加利福尼亞州沙斯塔縣的一個人口普查指定地區。

## 地理
萊克黑
德的座標為40°52′41″N 122°23′44″W / 40.87806°N 122.39556°W，而該地最高點為海拔高度441米（即1447英尺）。

## 人口
根據2010年美國人口普查的數據，萊克黑德的面積為13.672平方千米，當中陸地面積為12.160平方千米，而水域面積為1.512平方千米。當地共有人口461人，而人口密度為每平方千米33人。